# Psalydolytta xanthocera
Psalydolytta xanthocera là một loài bọ cánh cứng trong họ Meloidae. Loài này được Lacordaire miêu tả khoa học năm 1859.